# 진묵대사부도
진묵대사부도(震默大師浮屠)는 대한민국 전북특별자치도 완주군, 봉서사 올라가는 길목에 위치하고 있는, 조선시대 승려인 진묵대사(1562~1633)의 부도이다. 1984년 9월 20일 전라북도의 유형문화재 제108호로 지정되었다.

## 개요
부도는 승려의 무덤을 상징하여 그 유골이나 사리를 모시는 곳이다. 이 부도는 봉서사내에 자리하고 있는 것으로, 조선시대의 승려인 진묵대사의 사리를 모시고 있다. 진묵대사는 이 절을 새단장한 후 이곳에 머물며 수행하다 일생을 마쳤다.
탑은 기단(基壇) 위로 둥근 탑신(塔身)을 올린 형태로 대부분의 부재가 8각을 이루고 있다. 2단으로 이루어진 기단은 대칭되는 구조를 하고 있으며, 서로 맞닿는 곳에 각각 연꽃을 굵게 새겼다. 탑신의 몸돌은 아래·윗면이 약간 눌린 둥근 모습으로, 그 위로 뭉뚝한 지붕돌을 올리고 있다. 꼭대기에는 앙화(仰花;솟은 연꽃무늬 장식), 복발(覆鉢;엎어놓은 그릇모양 장식), 보주(寶珠;꽃봉오리 모양 장식)를 얹어 머리장식을 하고 있다.
각 부분의 양식과 장식이 형식적으로 흐르고 있는 전형적인 조선시대의 부도이다.

## 현지 안내문
진묵대사의 이름은 일옥이며 진묵은 그의 호이다. 대사는 김제군 만경면 화포리에서 태어났는데, 이 화포리란 곳은 옛날의 불거총으로 부처가 살았던 마을이란 의미를 나타낸다. 어려서 부친을 여의고 7세에 출가하여 주로 완주지역에서 활동한 것으로 추정되며, 특히 봉서사에서 선으로 마음을 가라앉히며 불경을 강구하면서 일생을 마쳤다 한다. 그의 법통을 이은 종통이 밝혀지지 않고 있으나 그이 신비스러운 기행이적은 지금까지 전해오고 있다. 또한 불교관계의 학문 뿐 아니라 유학에도 조예가 깊었다고 한다.
이 부도는 화강석으로 지대석 위에 상하 이단의 대좌를 갖추고 구형의 탑신을 얹어 팔각의 개석을 구비하고 있으며 개석 상단에는 보주형의 상륜을 얹고 있다. 전체높이 1.8m의 조선시대 전형 양식을 따르고 있는 석조 부도이다.

## 참고 자료
- 진묵대사부도 - 국가유산청 국가유산포털